# (33556) Brennanclark
1999 JR20 (asteroide 33556) é um asteroide da cintura principal. Possui uma excentricidade de 0.05816230 e uma inclinação de 3.72840º.
Este asteroide foi descoberto no dia 10 de maio de 1999 por LINEAR em Socorro.